# Antigodasa rufodiscalis
Antigodasa rufodiscalis är en fjärilsart som beskrevs av Rothschild 1896. Antigodasa rufodiscalis ingår i släktet Antigodasa och familjen nattflyn. Inga underarter finns listade i Catalogue of Life.